# NHK春日ラジオ放送所
NHK春日ラジオ放送所（エヌエイチケイかすがラジオほうそうじょ）は、福岡県春日市昇町にあるNHK福岡放送局のラジオ第1放送とラジオ第2放送の電波を送信するための施設である。

## 概要と歴史
NHK福岡局は、開局こそ熊本局に先を越されたものの、第二次世界大戦前から、朝鮮半島・ユーラシア大陸に向けての重要放送拠点として位置づけられており、当初から大出力の放送を行うことが計画されていた。そのため、放送所の建設自体は開局後早い時期から始まっていたが、戦争により中断。
1950年頃に完成し、運用開始。第1・第2とも、100kWの大出力による放送が行われていた。しかし、1972年12月13日に中波再編に伴い熊本局のラジオ第2が500kWに増力された関係で、福岡局のラジオ第2は出力が半減されている。
また、1980年代前半には老朽化を理由に数十メートルほど南へと送信所の移設工事が行われ、現在に至っている。
福岡県内のNHKの中波ラジオ送信所は、福岡局のここと、北九州局の響ラジオ放送所の2箇所しかない。そのため、北九州局のカバーエリア以外はもちろんのこと、長崎県の壱岐市・対馬市、佐賀県・熊本県・大分県の県境地域までもエリアとする。しかし、ラジオ第2については、筑後地方では熊本局（873kHz）の方が聴きやすいエリアが多い。
放送所のアンテナは、福岡空港RWY34ビジュアルアプローチにて左旋回するタイミングの目印としても活用されている。

## 送信周波数等
| 周波数  | 放送系統名  | 呼出符号 | 空中線 電力                | 放送対象地域 | 放送区域 内世帯数 |
| ------- | ----------- | -------- | -------------------------- | ------------ | ----------------- |
| 612kHz  | NHK福岡 第1 | JOLK     | 100kW （減力放送時は10kW） | 福岡県       | -                 |
| 1017kHz | NHK福岡 第2 | JOLB     | 50kW                       | 全国         | -                 |

## 所在地
- 福岡県春日市昇町2番地

周辺には春日市北スポーツセンター、NHKラジオパーク、春日市立春日中学校、福岡女学院大学がある。
西鉄バスに「放送所前」停留所がある。